# Gonfalon de San Francesco al Prato
Pour les articles homonymes, voir Prato (homonymie).
Le Gonfalon de San Francesco al Prato est une peinture de Benedetto Bonfigli, conservée à l'oratoire Saint-Bernardin, qui jouxte l'église San Francesco al Prato de Pérouse.

## Histoire
Cette peinture est un gonfalon, c'est-à-dire  une bannière de procession, commandée par la commune de Pérouse et destinée aux célébrations de remerciement à la Vierge pendant la peste qui sévit en 1464. 
Réalisé par Benedetto Bonfigli assisté de Mariono di Antonio, il est exposé dans l'oratoire Saint-Bernardin conjoint à l'église San Francesco al Prato qui lui donne son nom.
L'inscription FV.Ro. est visible en bas du tableau sur une muraille, au-dessus de la date écrite en chiffres arabes : 1464.
Le peintre a réalisé un autre étendard, le gonfalon de saint Bernardin l'année suivante pour le même oratoire, mais pour une autre cause : celle des hommages à saint Bernardin de Sienne, vénéré dans la ville, plus particulièrement dans cet oratoire.

## Iconographie
Marie est représentée en Vierge de miséricorde protégeant (de la peste invoquée en colère divine) le peuple de Pérouse, cité reconnaissable par la vue détaillée de ses monuments. Des figures célestes l'accompagnent ainsi que celles des saints réputées ou locaux, reconnaissables à leurs attributs et aussi par leurs auréoles portant leur nom.

## Description
Au centre la Vierge à la figure hiératique, portant couronne à l'inscription AVE GRATIA P[LENA], vêtue d'un brocard chamarré  d'or, le manteau ouvert, sous lequel elle abrite la population priant à genoux divisée en deux groupes : à gauche, les hommes épaulés par saint Bernardin de Sienne, à droite, les femmes par saint Sébastien percé de flèches, également à genoux (un des saints protecteurs contre la peste).
Elle s'interpose en figure protectrice (interceptant les flèches par son manteau) intercesseur car, au-dessus d'elle, sur un fond doré, menacent des anges de l'apocalypse dégainant leurs épées, et, au centre haut, un Jésus vengeur, armé de flèches et aux stigmates apparents.
D'autres figures de sainteté l'accompagnent de part et d'autre de la cape : 
- à gauche : saint Laurent de Rome, saint Herculan de Pérouse, saint François d'Assise.
- à droite : saint Louis d'Anjou, saint Constant d'Ancône, Pierre de Vérone dit saint Pierre martyr.

Cette partie de la représentation est posée sur des nuages bleus sous lesquels s'affiche une vue de la cité de Pérouse avec ses bâtiments et ses murailles.
Plusieurs groupes sont visibles en petites scènes distinctes :
- Saint Michel (archange) terrassant la Mort ou le diable armé d'un arc et de flèches, représentant la peste qui   frappe la cité,
- des habitants fuyant la ville avec leurs enfants rescapés,
- une femme affolée devant un monceau de cadavres,
- des gardes armés de lances fuyant des pestiférés sortant de la ville.

## Analyse
La perspective inversée est encore en pratique pour cet ustensile de dévotion processionnel : la taille de la Vierge s'impose sur les autres figures quelle que soit la profondeur spatiale, suivent les figures d'intercesseurs jusqu'aux plus petites des fidèles, le paysage s'étalant non pas au-dessus mais dessous.